# اچ‌ام‌اس سالزبری (۱۷۴۶)

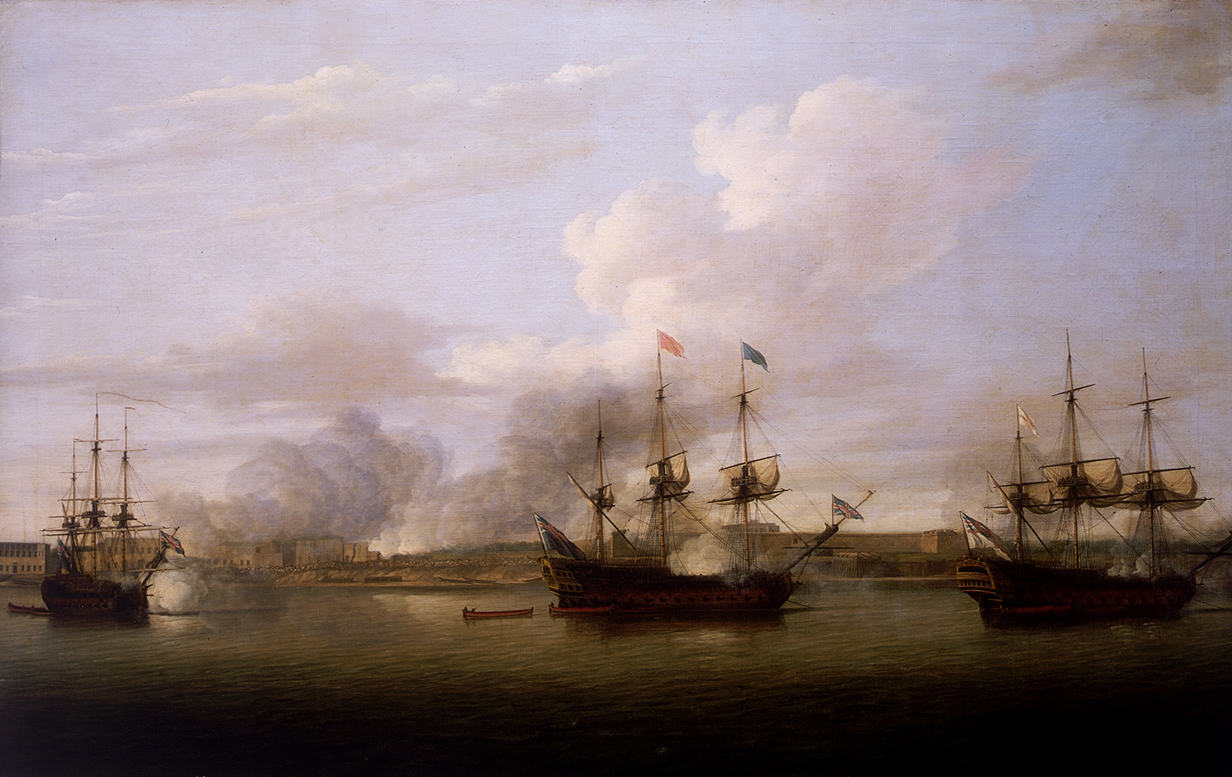
تصویری الهامی از این کشتی

اچ‌ام‌اس سالزبری (۱۷۴۶) (به انگلیسی: HMS Salisbury (1746)) یک کشتی بود که طول آن ۱۴۰ فوت (۴۲٫۷ متر) بود. این کشتی در سال ۱۷۴۶ ساخته شد.